# Draba grandis
Draba grandis är en korsblommig växtart som beskrevs av Georg Heinrich von Langsdorff och Fisch.. Draba grandis ingår i släktet drabor, och familjen korsblommiga växter. Inga underarter finns listade i Catalogue of Life.